# Inga Lindström: Liebesreigen in Samlund
Liebesreigen in Samlund ist ein deutscher Fernsehfilm von Ulli Baumann aus dem Jahr 2016. Er ist Bestandteil des ZDF-Herzkino-Sonntagsfilms und der 68. Film der Inga-Lindström-Reihe nach der gleichnamigen Erzählung von Christiane Sadlo. Die Hauptrollen sind mit Anja Knauer, Ole Eisfeld, Jule-Marleen Schuck und Nikola Kastner besetzt.

## Handlung
Das Buch der bekannten Kolumnistin Sylvie, die unter dem Pseudonym ‚Liebe Gute Greta‘ schreibt, steht kurz vor der Veröffentlichung. Aber sie wird bei der Erscheinung nicht mehr in Stockholm sein, weil es sie zusammen mit ihrer Tochter Hannah zurück nach Samlund zieht, wo sie sich mehr Ruhe und Struktur erhofft, weil sie ihre Scheidung ziemlich mitgenommen hat. Ihre Chefin Inge ist darüber gar nicht erfreut, muss es aber akzeptieren. Da Sylvie sehr strukturiert ist, hat sie einen klaren Zeitplan für die Reise erstellt, damit sie rechtzeitig auf der Fähre ist. Als sie dann endlich losfahren wollen, beschleicht sie das Gefühl, dass sie etwas vergessen haben, doch Hannah versucht sie zu beruhigen. Und tatsächlich, der Hase Willi von Hannah war noch in der Wohnung. Dadurch verpassen sie natürlich die geplante Fähre.
Während sich Hannah die Wartezeit mit einem Flirt mit einem Jungen überbrückt, muss Sylvie sich um den Hasen kümmern und ihn in den Schatten bringen. Dabei begegnet sie Sven, der ihr sofort sympathisch ist. Sie kommen ins Gespräch, dabei dreht es sich auch um ihr Buch, wobei sie sich nicht zu erkennen gibt. Sven empfiehlt ihr eine Buchhandlung in Samlund, wo sie das Buch kaufen können wird. Als sie endlich zu Hause eintreffen wartet Sylvies Schwester Linnea schon auf sie. Linnea muss ihr als Erstes erzählen, dass sie einen neuen Freund hat und es dieses Mal der Richtige ist. Sylvie schwärmt auch von ihrer neuen Bekanntschaft. Bei der Fahrt zu ihren Eltern macht Sylvie mit Hannah noch einen Abstecher durch die Stadt und muss dabei feststellen, dass die Buchhandlung Sven gehört.
Bei ihren Eltern angekommen will Linnea Sylvie ihren neuen Freund vorstellen, Sylvie trifft der Schlag als Sven vor ihr steht. Alle wollen von Sylvie wissen, wer der geheimnisvolle Mann ist, den sie kennengelernt hat, doch Sven und sie schweigen und tun so, als ob sie sich das erste Mal sehen. Beim Essen erfährt Sven, dass Sylvie die ‚Gute Greta‘ ist. Danach fragt Linnea Sylvie darüber aus, was sie von Sven hält, auch ihre Eltern reden auf sie ein, dass sie es toll finden, dass Linnea endlich den richtigen Mann gefunden hat. Am nächsten Morgen verschlafen Sylvie und Hannah, dabei wäre der erste Schultag für sie. Sylvie geht danach zu Sven, um gewisse Dinge klarzustellen, die am Vortag falsch interpretiert worden sind. Zudem will sie ihm zukünftig aus dem Weg gehen, doch das klappt danach beim Joggen schon das erste Mal nicht, als sie die gleiche Strecke laufen. Unterwegs kommen sie beim Knutschfelsen vorbei, wo sie ihre Tochter beim Herummachen entdeckt.
Als sie danach nach Hause kommen, wartet ihr Vater und bittet darum, ob er ein paar Tage bei ihnen bleiben kann. Er will aber nicht sagen, weshalb. Sie spricht mit ihrer Schwester darüber, als Sven auftaucht. Ihr wird alles zu viel, sie ruft Inge an und bittet sie, vorbeizukommen, weil sie mit jemandem darüber sprechen muss. Die beiden spazieren durch den Wald zum See und Sylvie vertraut ihr alles an, was sie bedrückt. Da sehen sie zwei Männer in einem Boot auf dem See, die sich sehr vertraut verhalten. Mit dem Feldstecher von Inge sieht Sylvie, dass der eine Mann ihr Vater ist und wie er den anderen Mann küsst. Wieder zu Hause erwischt sie Hannah mit Per im Bett. Sie hält ihr eine Standpauke, doch sie dringt nicht zu ihr durch. Schockiert muss sie auch erfahren, dass Hannah nicht immer verhütet.
Linnea bittet Sylvie am nächsten Tag bei ihr vorbeizukommen. Sie versucht ihre Schwester zu verkuppeln, indem sie vorschlägt, einen Pärchenabend zu machen. Lars, ein guter Kollege von Sven, soll der Auserwählte sein. Während Linnea von Lars schwärmt, redet Sven schlecht über ihn. Beim Abendessen überrascht Lars alle damit, dass er sich ausgiebig über Sylvie und ihre Karriere informiert hat. Sven versucht, mit seinem Wissen über Sylvie Lars zu übertrumpfen. Er bittet sie, in seinem Laden eine Lesung zu machen, sie will zunächst nicht, doch Lars überzeugt sie. Als Lars auf dem Heimweg Sven im Vertrauen sagt, dass er sich in Sylvie verliebt hat, dreht Sven durch. Er springt in das Boot, indem Sylvie und Lars schon sind und alle fallen ins Wasser. Als sich Sylvie und Sven am nächsten Morgen beim Joggen wieder begegnen, entschuldigt er sich für sein Verhalten. Zu Hause wartet Linnea auf Sylvie, sie hatte in ihrer Wohnung einen Wasserrohrbruch und möchte nicht zu Sven, weil er im Moment so komisch ist.
In der Buchhandlung diskutieren Sven und Lars über die Frauen. Sven gesteht, dass er sich in eine andere Frau verliebt hat, will Lars aber nicht sagen, wer es ist. Linnea gesteht Sylvie, dass sie nicht zu ihrer Mutter gegangen ist, weil Viktoria zurzeit Besuch von Frederik, ihrem Verhältnis, hat. Sylvie versteht die Welt nicht mehr, ihre Mutter versucht sie zu beruhigen, sie versichert ihr, dass sie Karl immer lieben wird. Sylvie hat für alle ihre derzeitigen Bewohner gekocht, aber alle haben schon etwas vor. So verfolgt sie ihren Vater, der eine Verabredung hat. Er stellt sie, sagt ihr aber nicht, wen er trifft. Sylvie flüchtet vor dem Chaos nach Stockholm zu Inge. Sie gibt ihr den Tipp, selbst an die ‚Gute Greta‘ zu schreiben, um das Ganze zu verarbeiten. Beim Frühstück am nächsten Morgen liest Karl die Kolumne allen vor. Hannah und Linnea schauen sich konsterniert an, nur Karl versteht grad nicht, was vorgeht. Sylvie will mit Linnea etwas Wichtiges besprechen, sie wiegelt aber ab.
Bei der Vorbereitung zur Lesung will Sven mit Sylvie sprechen, sie hat aber gerade andere Dinge im Kopf. Die Lesung wird ein voller Erfolg, als sie danach ihr Buch signiert, möchte auch Sven ein Buch, als sie es aufschlägt, steht da schon drin ‚Sylvie, ich liebe dich‘. Sie läuft davon und begegnet im Hinterzimmer ihrem Vater und seinem Freund. Sven läuft ihr auch nach und sie küssen sich. Sylvie will eigentlich nicht, wird aber doch schwach. Da taucht Linnea auf und überrascht sie. Sie ist maßlos enttäuscht, Sylvie erklärt ihr, dass Sven der Mann von der Fähre ist. Linnea will nichts mehr von ihr wissen und rennt davon. Sylvie entschuldigt sich bei Lars, da sie ihn nicht mehr treffen will. Draußen trifft sie Sven und sagt ihm, dass ihre Beziehung keine Zukunft haben darf. Daheim wartet Hannah auf sie, sie gesteht ihr, dass sie vermutet schwanger zu sein.
Am nächsten Morgen hört Sylvie verdächtige Geräusche im Haus, es ist aber nur ihre Mutter, die die Sachen von Karl abholt, weil er wieder zu Hause ist. Sie will von ihrer Mutter wissen, ob sie von seiner Beziehung weiß, Viktoria erklärt ihr, dass sie schon lange eine offene Beziehung führen. Sylvie hat eine andere Vorstellung von Beziehung und versteht das nicht. Hannah hat gelauscht und will danach nicht mehr bei ihr wohnen, sie zieht zu ihrer Oma. Sylvie versucht zur Ruhe zu kommen und die Dinge ins Lot zu bringen. Inge überrascht sie mit einem Besuch um ihr zu sagen, dass sie nun mit Lars befreundet ist. Per kommt vorbei, um Sylvie zu sagen, dass er für Hannah und das Kind da sein wird.
Am Fest zum vierzigsten Hochzeitstag ihrer Eltern erfährt Sylvie von Hannah, dass sie nicht schwanger und nicht mehr mit Per zusammen ist. Sylvie entschuldigt sich bei ihren Eltern, dass sie so intolerant war. Danach geht sie zu Linnea um sich zu erklären, Linnea will wissen, ob sie Sven wirklich liebt. Sie vergibt ihr, weil sie ihrer Schwester nicht ewig böse sein kann und gemerkt hat, dass sie und Sven gar nicht so viel Gemeinsamkeiten haben. Karl bringt Sylvie zum Buchladen, trifft dort aber nur auf Lars, der ihr erklärt, dass Sven auf der Fähre ist. Sie erwischen die Fähre noch und Sylvie trifft Sven an dem Ort, wo sie das erste Mal miteinander gesprochen haben.

## Hintergrund
Liebesreigen in Samlund wurde vom 5. bis zum 29. September 2016 unter dem Arbeitstitel Liebe und Chaos (aka Sylvie und ihre Männer) an Schauplätzen in Stockholm, Nyköping und Umgebung gedreht.

## Rezeption

### Einschaltquote
Die Erstausstrahlung am 12. Februar 2017 im ZDF wurde von 5,29 Millionen Zuschauern gesehen, was einem Marktanteil von 14,4 % entspricht.

### Kritiken
Die Kritiker der Fernsehzeitschrift TV Spielfilm zeigten mit dem Daumen nach oben, fassten den Film mit den Worten „Kurioses Unikum, entwaffnend gespielt“ kurz zusammen.
Tilmann P. Gangloff meinte dazu bei Tittelbach.tv  „‚Liebesreigen in Samlund‘ ist der Beweis dafür, dass auch bekannte und vorhersehbare Geschichten funktionieren können, wenn sie kurzweilig erzählt und mit Hingabe gespielt sind.“ und „Autorin Kirsten Peters hat nicht nur interessante und komplexe Hauptfiguren geschaffen, sondern die Handlung auch mit vielen unerwarteten Details versehen. Der komödienerfahrene Ulli Baumann hat das Buch im besten Sinne routiniert umgesetzt.“